# Ferrissia mcneili
Ferrissia mcneili е вид коремоного от семейство Planorbidae.

## Разпространение
Видът е разпространен в САЩ (Алабама и Флорида).